# Корикса-крошка
Корикса-крошка (лат. Micronecta minutissima) — вид клопов из семейства гребляков. Распространён на севере Европы, самые южные находки отмечались в центральноевропейских странах: в Чехии, Словакии и Австрии. Обитают в основном на озёрах.

## Описание
Длина тела 1,8—2,2 мм. Голова жёлтого цвета с продольной красновато-бурой полоской по середине. Глаза крупные. Хоботок на передней поверхности с рёбрышками. Усики состоят из трёх члеников. Надкрылья блестящие. В год развивается два поколения. Второе поколение зимует на стадии личинки.

## Распространение
Вид встречается в Северной и Центральной Европе, Белоруссии, Украине, Казахстане. В России только в Ленинградской, Ярославской и Калининградской областях